# Relații publice
Cea mai cunoscută și mai acceptată definiție a Relațiilor Publice este cea a lui Rex Harlow:
Relațiile publice reprezintă funcția managerială distinctă care ajută la stabilirea și menținerea unor limite reciproce de comunicare, la acceptarea reciprocă și la cooperarea dintre o organizație și publicul ei; ele implică managementul problemelor, ajutându-i pe manageri să fie informați asupra opiniei publice și să răspundă cererilor opiniei publice; ele definesc și accentuează obligațiile managerilor de a anticipa tendințele mediului; ele folosesc ca principale instrumente de lucru cercetarea și comunicarea bazată pe principii etice.
Alte definiții importante:
1.Institutul Britanic de Relații Publice:
“Efortul planificat să influențeze opinia publică prin bună reputație și performanță responsabilă, bazat pe acte satisfăcătoare de comunicare bidirecțională”.

2.International Public Relations Association (IPRA):
“Relațiile publice sunt funcția managerială care evaluează atitudinea publicurilor, identifică politicile și procedurile unui individ sau ale unei organizații față de interesul public, elaborează și execută un program pentru a dobândi înțelegerea și acceptarea publicului.”
Cu alte cuvinte, Relațiile publice reprezintă acel element al mixului promoțional, care se bazează în principal pe comunicarea nonverbală și nonpersonală, care urmărește evaluarea atitudinii publicului, identificarea acelor aspecte care pot să trezească preocuparea consumatorilor și elaborarea unor programe care să atragă înțelegerea și atitudinea favorabilă a publicului față de firmă și produsele ei, informarea potențialilor clienți cu privire la natura și caracteristicile bunurilor, în vederea încurajării clienților să cumpere produsele sau serviciile sale, a investitorilor să cumpere acțiunile sale, precum și cu scopul convingerii acestora de a repeta procesul de cumpărare.
În acest context, relațiile publice apar sub forma contactelor directe realizate, în mod constant și sistematic, de către firme cu diferite categorii de public, cu persoane influente din conducerea altor instituții din țară sau străinătate, cu lideri de opinie, în scopul obținerii sprijinului lor pentru comercializarea produselor sale. Relațiile publice sunt importante și în scopul de a limita potențiale atacuri din partea concurenților sau de orice altă natură.
Relațiile publice se pot manifesta și cu prilejul desfășurării unor congrese, simpozioane, reuniuni internaționale în cadrul cărora, pe lângă evocarea și transmiterea unor informații cu privire la întreprindere și produsele sale, se urmăresc și contactele între specialiștii din sectoarele de producție și comercializare, reprezentanții presei etc.
Cele șapte principii asumate de practicianul german de relații publice, care reprezintă un adevărat ghid al profesiei de specialist în Relațiile publice din Germania, sunt:
- 1. Prin munca mea servesc interesului public. Sunt conștient de faptul că nu pot să induc în eroare publicul sau să-i influențez comportamentul în mod negativ. Trebuie să fiu sincer și cinstit.
- 2. Prin munca mea servesc interesele celui care m-a angajat. Sunt dedicat muncii mele cu responsabilitate și urmăresc interesul lui ca și cum ar fi propriul meu interes.
- 3. Prin ceea ce fac sunt legat de o organizație căreia îi sunt loial. Cunosc și îmi însușesc politica și cultura organizațională pe care o reprezint, atât timp cât acestea sunt în concordanță cu demnitatea umană, cu respectarea drepturilor fundamentale ale omului și cu legislația în vigoare.
- 4. Dacă organizația pentru care lucrez încalcă demnitatea umană și drepturile fundamentale în comunicare, voi face tot ce îmi stă în putință pentru a îndrepta greșelile și a corecta comportamentul comunicațional.
- 5. În mod conștient și intenționat voi fi sincer, transparent și clar cu jurnaliștii și cu alte medii de comunicare cu publicul. Nu le voi oferi acestora nici un fel de recompensă materială sau financiară.
- 6. Voi respecta libertatea și independența interlocutorilor mei. În acest sens, nu voi apela la nici o formă de constrângere sau coerciție asupra lor.
- 7. Cred că relațiile publice reprezintă o modalitate de a genera încredere publică, de a armoniza diferite interese și de a corecta anumite comportamente. Astfel, nu voi face nimic pentru a dăuna credibilității și reputației profesiei mele.

Activitatea de relații publice reprezintă o formă de promovare credibilă, informațiile furnizate fiind considerate mai veridice decât cele oferite în reclame.
În general, trebuie să distingem, pe de o parte, între relațiile publice ca disciplină științifică și activitatea de relații publice ca aplicație practică. Dacă prima componentă are un caracter teoretic, a doua are un caracter aplicativ, fiind fundamentată prin prima.

## În România
Activitatea de relații publice se regăsește clasificată în COR (Clasificarea Ocupațiilor din România) în grupa de bază 2342 - "Specialiști în Relații Publice", cu următoarele specializări:  
- 243201 - Specialist în relații publice;
- 243202 - Mediator;
- 243203 - Referent de specialitate marketing;
- 243204 - Specialist protocol și ceremonial;
- 243205 - Consultant cameral;
- 243206 - Purtător de cuvânt;
- 243207 - Brand manager;
- 243208 - Organizator protocol;
- 243209 - Organizator relații;
- 243210 - Organizator târguri și expoziții;
- 243211 - Prezentator expoziții;
- 243212 - Specialist relații sociale;
- 243213 - Expert relații externe;
- 243214 - Curier diplomatic;
- 243215 - Specialist garanții auto;
- 243216 - Analist servicii client;
- 243217 - Asistent director/responsabil de funcțiune (studii superioare);
- 243218 - Corespondent comercial;
- 243219 - Asistent comercial;
- 243220 - Specialist în activitatea de lobby;
- 243221 - Arbitru;
- 243222 - Manager atragere fonduri;
- 243223 - Ombudsman.

În România, în 1995, s-a înființat Asociația Română de Relații Publice (ARRP Arhivat în 5 iunie 2014, la Wayback Machine.) care are ca principal obiectiv promovarea codului deontologic al specialistului în Relații Publice și principiile etice privitoare la activitatea de comunicare agreate prin codurile de la Atena și Lisabona. Succesul în relațiile publice este definit de câștigarea și menținerea unei reputații bune și este garantat de principiile eticii deontologice. 
În același timp, o a doua asociație profesională este Clubul Companiilor de Relații Publice (CCRP). CCRP-ul, înființat în octombrie 2003, este o asociație non-profit formată exclusiv din persoane juridice – firme specializate în relații publice. Clubul își propune să promoveze activitatea și interesele industriei de relații publice și să contribuie la dezvoltarea unui mediu profesional etic și competent care să se alinieze normelor internaționale. CCRP-ul reunește în prezent 10 dintre cele mai importante companii de relații publice din România: 2activePR, DC Communication, Free Communication, IMAGE Public Relations, Millenium Communications, Ogilvy PR, Perfect, PRAIS Corporate Communications, Premium Communication și THE PRACTICE.
Alte agenții românești de relații publice: 4 ACE-pr&publicity, Bloom PR, GMP PR, BDR Associates, Chelgate, Nicola Porter Novelli, 2activePR, Media Pozitiv. 